# 佐伯米子
佐伯 米子（さえき よねこ、1903年7月7日 - 1972年11月13日）は、大正-昭和期の洋画家。

## 生涯
東京府東京市京橋区銀座尾張町（現東京都中央区銀座）出身。旧姓は池田。東京女学館卒。川合玉堂に日本画を学ぶ。
1921年佐伯祐三と結婚。1923年夫とともにフランスにわたり、モーリス・ド・ヴラマンクに師事。1925年「アルルのはね橋」がサロン・ドートンヌに入選。
1926年2月帰国し、13回二科展に出品し、５点が入選した。
1927年9月再び渡仏。1928年8月、夫祐三と娘弥智子がフランスで相次いで死去。1928年10月帰国。
1946年三岸節子らと女流画家協会を創立。1949年より二紀会絵画部理事。1967年、第21回二紀展文部大臣奨励賞受賞。

## 没後
1995年11月に、佐伯米子がかなりの数の佐伯祐三作品を加筆して仕上げていた事実を自ら告白している書簡が見つかったことが報道される。見つかった書簡は吉薗周蔵宛で全部で11通。筆跡鑑定人が鑑定を行い、米子が佐伯祐三の友人の洋画家荻須高徳にあてた昭和6年3月25日付けの書簡と比較した結果、同じ米子の筆跡と判明。米子は佐伯祐三を｢秀丸｣と幼名で呼び「秀丸そのままの絵ではだれも買っては下さらないのです。私が手をいれておりますのよ 秀丸もそれをのぞんでおりましたし」と、佐伯祐三の同意を得て加筆していた事を主張。具体的な加筆方法についても説明している。